# Xiaolin
Pour les séries télévisées, voir Xiaolin Showdown et Les Chroniques de Xiaolin.
Cet article possède un paronyme, voir Shaolin.
Xiaolin (chinois : 小林村 ; pinyin : Xiaolin; Wade-Giles: Hsiao-Lin) est un village de Taïwan dans la commune rurale de Jiaxian.
Le village a été frappé par une très grande coulée de boue pendant le Typhon Morakot en août 2009. Le village entier a failli être rasé par la coulée de boue et seules 2 des 300 maisons sont encore debout. L'estimation actuelle du nombre de morts varie de 120 à 380.

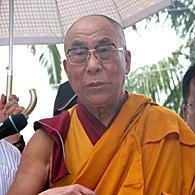
Le Dalaï Lama au village de Xiaolin le 31 août 2009

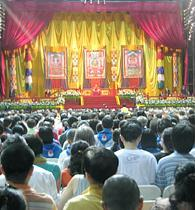
Cérémonie bouddhiste pour les victimes du Typhon Morakot le 1er septembre 2009